# Ungi közigazgatási kirendeltség

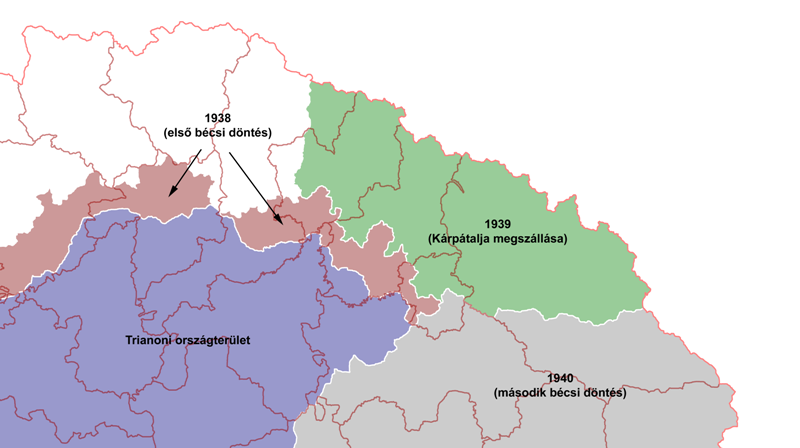
Magyarország északkeleti határának változásai 1937 és 1940 között

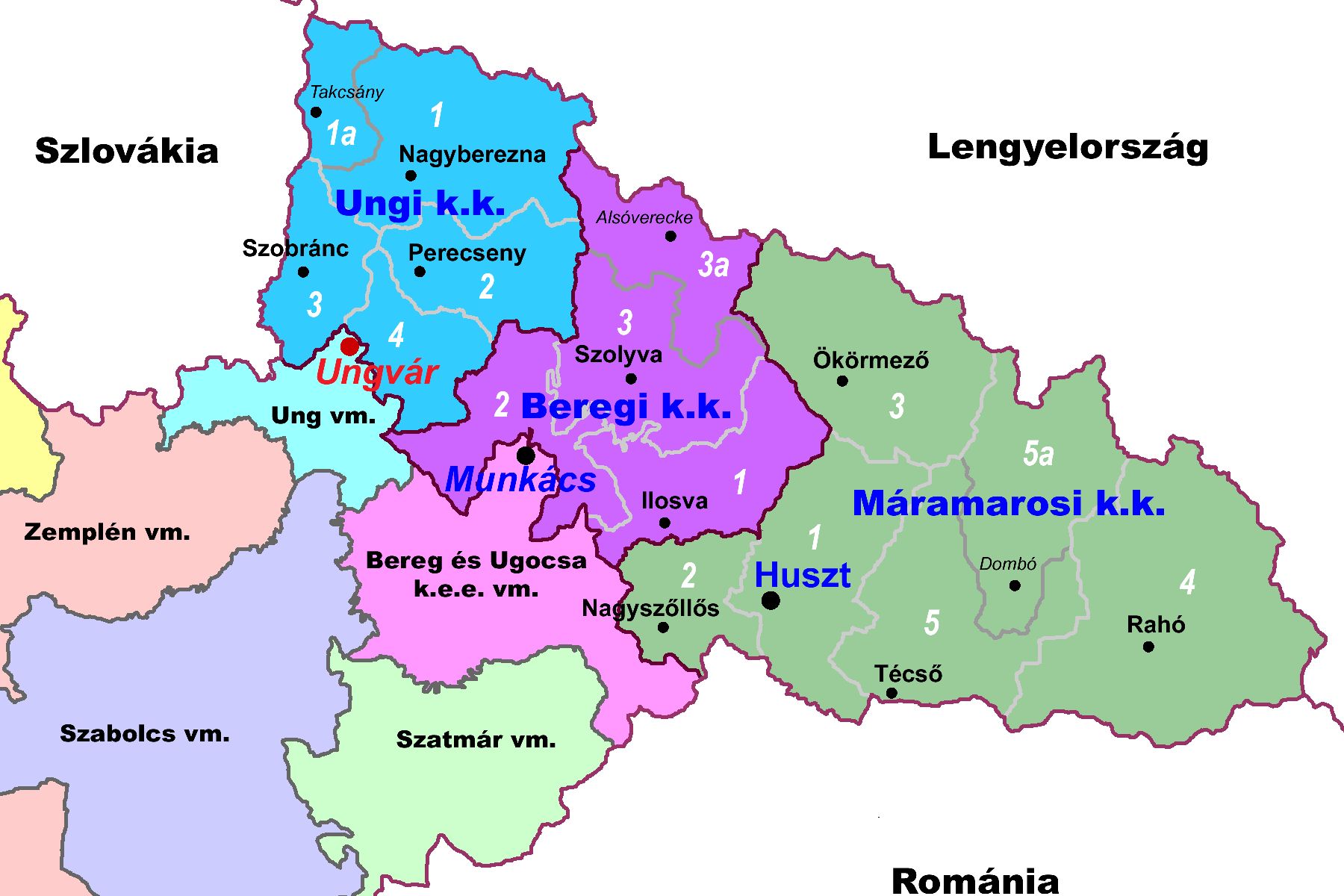
Kárpátalja közigazgatási beosztása 1939 tavasza (a magyar megszállás) és 1940 ősze (a második bécsi döntés végrehajtása) között

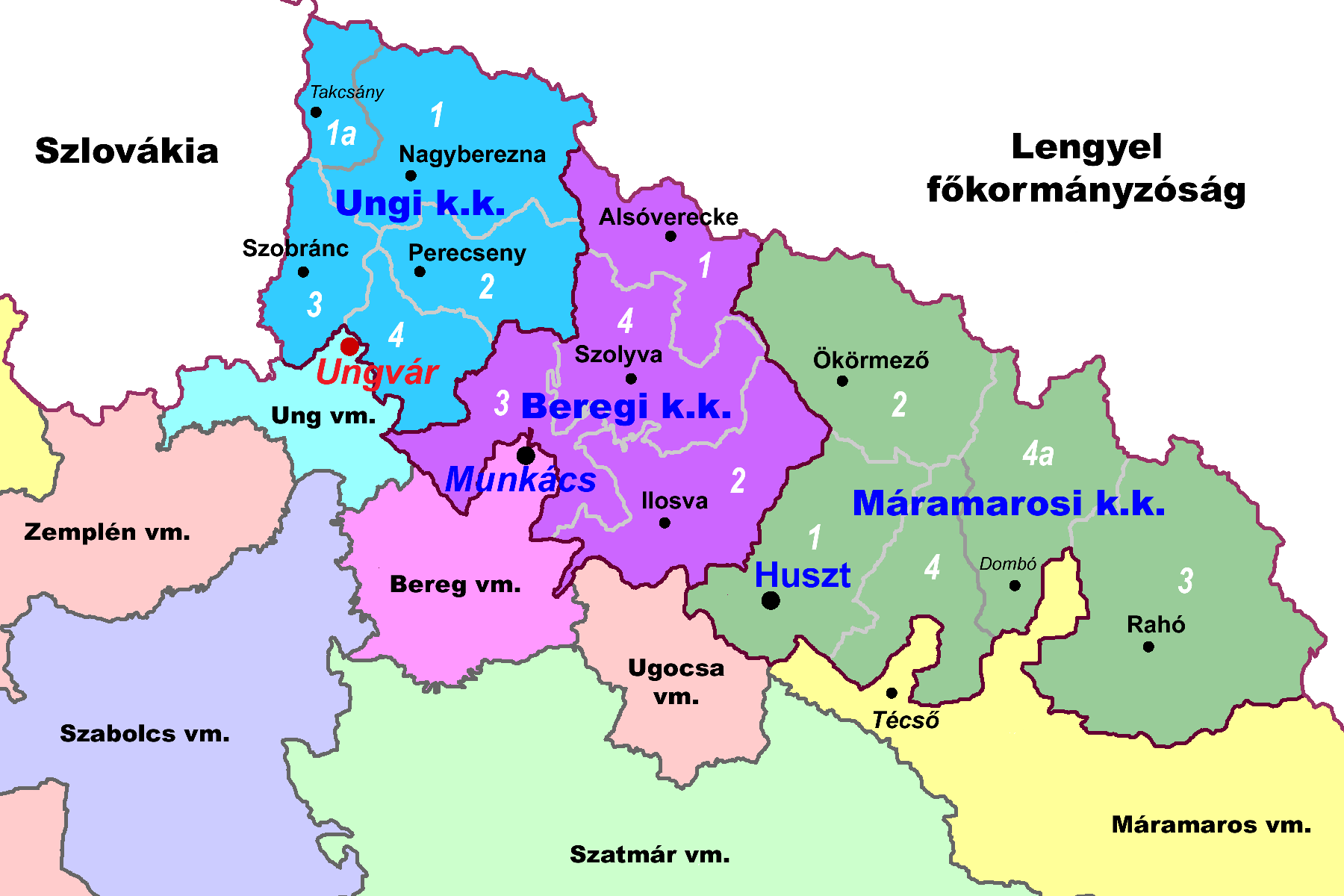
Kárpátalja közigazgatási beosztása 1941 elején a második bécsi döntés végrehajtása után

Az Ungi közigazgatási kirendeltség a Magyarországhoz tartozó Kárpátaljai Kormányzói Biztosság része volt 1939-től 1944-ig, Kárpátalja 1939 márciusi magyar visszafoglalása  után az Országgyűlés felhatalmazása alapján a magyar kormány szervezte.

## Fekvése
A történelmi Ung vármegye és kisebb részben Zemplén vármegye hegyvidéki területein, Kárpátalja nyugati vidékén terült el. A Kárpátaljai Kormányzóság valamivel nagyobb  területen terült el, mint a visszacsatolt Felvidék, de értelemszerűen ritkább lakosságú lévén lényegesen kisebb népességű volt. A lakosság zömmel ruszin nemzetiségű volt, a magyarság jelentéktelen kisebbséget képviselt.

## Története
Kárpátalja (a széthulló Csehszlovákiától Magyarországhoz  való) 1939-es visszacsatolásával hozták létre, mintegy a ruszin autonómia pótlására, ill. helyettesítésére. A ruszin autonómiatörekvések ugyanis a csehszlovák állam végnapjaira komoly eredményeket értek el, és 1938 október 9-én Ungvár központtal autonóm tartománnyá alakult a terület Karpatszka Ukraina néven (az autonómiatörekvések sikere nem volt mentes a szlovákok hasonló Prága-ellenes ambícióinak sikerétől). Az új tartomány alkotmányát a prágai országgyűlés még novemberben el is fogadta. Az autonóm kormány elnöke a ruszin nemzetiségű Bródy András lett, ill. Prága általi eltávolítása után Augusztin Volosin, az ungvári tanítóképző igazgatója, a nagyukrán eszmék képviselője.
A magyarlakta sáv Magyarországhoz csatolása 1938 novemberében megelőzte egész Kárpátalja visszacsatolását (1939 március), így az autonóm ruszin tartomány központja fennállása maradék néhány hónapjára Husztra került.
Kárpátalja egészének (12 061 km², 694 022 lakos) magyar megszállása és a közös magyar-lengyel határ helyreállítása után került sor a közigazgatási kirendeltség felállítására. Székhelye, csakúgy, mint az egész Kormánybiztosságé Ungvár lett, amely nem volt része a kirendeltségnek (hasonlóan a beregi székhely Munkács sem lett része  a beregi kirendeltségnek).
A magyar hadsereg a csupán ideiglenesen kijelölt ruszin-szlovák tartományhatárt is átlépte, és az elfoglalt 1056 km² (a Szobránci járás és a takcsányi szolgabírói kirendeltség) Magyarországhoz, az ungi közigazgatási kirendeltséghez került (a terület ekkor döntően ruszin lakosságú volt.)
A visszacsatolást után Kárpátalja katonai közigazgatás alá került. Teleki Pál miniszterelnök Novákovits Béla altábornagy (a katonai közigazgatás parancsnoka) mellé Marina Gyulát nevezte ki kormánybiztossá.
A magyar közigazgatásnak az 1944-es év vetett véget, a székhely, Ungvár 1944. december 27-én került szovjet kézre.